# Mad Paulie
Masato Shibata (柴田 正人, Shibata Masato), est un catcheur japonais, qui travaille pour la Dramatic Dream Team (DDT).

## Carrière

### Dramatic Dream Team (2008-...)
Le 6 août lui, Daisuke Sasaki et Tetsuya Endo battent Shuten-dōji (Kota Umeda, Masahiro Takanashi et Yukio Sakaguchi) en finale d'un tournoi et remportent les vacants KO-D Six Man Tag Team Championship.
Le 4 septembre, lui, Soma Takao et Tetsuya Endo battent Shuten Doji (Kudo, Masahiro Takanashi et Yukio Sakaguchi) et remportent les vacants KO-D Six Man Tag Team Championship. Le 21 octobre, ils conservent les titres contre DISASTER BOX (Kazuki Hirata, Toru Owashi et Yuki Ueno). Le 28 octobre, ils perdent les titres contre Strong Hearts (CIMA, T-Hawk et Duan Yingnan).

## Palmarès
- Dramatic Dream Team
  - 1 fois Ironman Heavymetalweight Championship[6]
  - 2 fois KO-D 6-Man Tag Team Championship avec Daisuke Sasaki et Tetsuya Endo (1) et Soma Takao et Tetsuya Endo (1)
  - 1 fois KO-D Tag Team Championship avec Tetsuya Endo

- Kaientai Dojo
  - 1 fois UWA World Tag Team Championship avec Shuji Ishikawa